# Dionisio de Alejandría
Dionisio de Alejandría (¿?-22 de marzo de 264), llamado también Dionisio el Grande desde el siglo IV, fue patriarca de Alejandría entre el 248 y el 264. Fue, después de Cipriano de Cartago, el obispo más eminente del siglo III, y al igual que aquel, sus escritos usualmente se hallan plasmados en cartas. Fue un teólogo y un gran administrador. Los libros VI y VII de la Historia Eclesiástica de Eusebio constituyen la fuente principal para el conocimiento de su vida y obra. La Iglesia católica lo conmemora el 8 de abril, la ortodoxa lo hace el 17 de noviembre.

## Hagiografía
Nacido antes del año 190 de padres paganos y, se dice, distinguidos. Convertido al cristianismo tras serios estudios cuando aún era joven. Según dijo, se convirtió después de que una visión le asegurara que él era capaz de demostrar todas las cosas. Sigue las lecciones de Orígenes, a quien guardará gratitud y cuya amistad conservará, aunque no le llame de nuevo a Alejandría cuando ocupe dicha sede.

### Carrera eclesiástica
Hacia el año 231-232, Heraclas de Alejandría se convirtió en obispo, y Dionisio, siendo ya sacerdote, pasó a ocupar su lugar como maestro y director de la escuela catequística de Alejandría. No es seguro que estuviese casado, pues la expresión que él mismo utiliza, paides, puede ser traducida como hijos, discípulos o servidores. En 247 sucedió a Heraclas como obispo de la ciudad. Se cree que mantuvo su puesto a la cabeza de la escuela después de haber sido nombrado obispo. En el 249, por intrigas, estalla en su diócesis una persecución contra los cristianos, que Dionisio describe con detalle en su Carta a Fabio. Las revueltas contra los cristianos se detuvieron por una guerra civil. 
En enero de 250 sobreviene la persecución de Decio mediante disposiciones legales, con sus secuelas de confesores, fugitivos y mártires. Dionisio fue mandado a buscar por el prefecto Sabino, y cuatro días después escapó con un grupo de paides (colegas). El grupo fue después encarcelado, excepto por un sujeto llamado Timoteo. Timoteo informó a un hombre que luego dio la noticia en un festín de boda que atendía. Los campesinos que allí se encontraban se alzaron y fueron a liberar a Dionisio. La multitud lo secuestró y lo llevaron fuera de allí montado en un asno. Dionisio vivió entonces en una zona desértica de Libia con dos compañeros hasta el año 251, cuando la persecución cesó, y volvió a Alejandría.
Ese año, Novaciano se enfrentó al papa Cornelio, reclamando su lugar como papa legítimo y creando un revuelo entre los cristianos. Dionisio desde un principio se puso de lado de Cornelio y su influencia ayudó enormemente a traer armonía a todo el este, luego de unos meses. Novaciano le escribió a Dionisio por apoyo, pero este lo rechazó cortantemente en una carta.
En 257 estalla de nuevo la persecución bajo el emperador Valeriano. Dionisio es desterrado a Kephro, en un desierto de Libia, tras ser enjuiciado ante Aemilianus, prefecto de Egipto. Allí le acompañan numerosos fieles de Alejandría y Egipto. Galieno, hijo de Valeriano, le levanta el destierro en 260, por lo cual Dionisio regresa a Alejandría, la cual se mantuvo en revolución por los siguientes dos años. La calle principal que atravesaba Alejandría era impasable, lo que le impide comunicarse con sus fieles más que por cartas. Era más fácil, escribe Dionisio, pasar de este a oeste, que de Alejandría a Alejandría. 

### Últimos años
En sus últimos años se vio envuelto en una controversia que Eusebio fue cuidadoso de no mencionar, y que es conocida gracias a Atanasio de Alejandría. Algunos obispos de la Pentápolis del norte de Libia se volvieron al sabelianismo promovido por Sabelio, y negaron la distintividad de las tres personas de la Santísima Trinidad. Dionisio escribió cuatro cartas condenando el error y le mandó copias al papa Sixto II (257-58). En la carta dirigida a Amonio y Eufranor ca. 260, parece caer en una especie de subordinacionismo al recalcar la distinción personal entre el Padre y el Hijo. Dionisio dijo que el Hijo es un poíema (algo inventado) y distinto del Padre en sustancia, tanto como el campesino lo es del vino o el creador de botes lo es del bote. Estas palabras fueron posteriormente consideradas por los arrianos como arrianismo. Acusado ante el Papa Dionisio por sus pares de Alejandría, de que separaba al Hijo del Padre, negaba la eternidad del Hijo, no mencionaba al Hijo como consustancial del Padre y consideraba al Hijo como criatura, parece ser que el Papa convoca el año 262 un sínodo en Roma y dirige una carta a Alejandría sobre el sabelianismo, en la que reprocha a Dionisio, aunque sin nombrarlo, el admitir tres divinidades al confesar tres hipóstasis en Dios. El papa declaró que considerar al Hijo algo inventado o una criatura era una impiedad igual, aunque contraria, a la de Sabelio. En una segunda carta, esta vez dirigida personalmente a Dionisio, le informa de las acusaciones y le  pide que se justifique. Este responde rápidamente con una carta que parece causó tranquilidad en Roma. También escribió dos libros al respecto: Refutación y Apología.
En 264 es invitado a tomar parte en el sínodo de Antioquía, que debía juzgar a Pablo de Samósata. Dionisio se excusa de asistir a causa de su salud. Muere durante la celebración de dicho sínodo, tras haber ocupado durante 17 años la sede de Alejandría.

## Obras

### Tratados
- 1) Sobre la naturaleza, dedicada a su «hijo» Timoteo. Refuta el materialismo epicúreo y explica la doctrina de la creación.
- 2) Dos libros sobre las promesas, escrito ca. 253-257 para contrarrestar el influjo del libro Refutación de los alegoristas, de Nepote, obispo de Arsinoe, quien utilizaba el Apocalipsis para apoyar su milenarismo. Dionisio los escribe dos años después de la muerte de Nepote, a quien se dirige con gran respeto. Dionisio llegará a negar que el Apocalipsis se deba a Juan.
- 3) Refutación y Apología, donde manifiesta su fe trinitaria. Él, dice, no separa las tres divinas Personas, ya que quien nombra al Padre, nombra también al Hijo. Este es eterno como el Padre, de igual forma que el rayo de sol es tan eterno como el sol mismo. Si bien es verdad que no ha utilizado el término consustancial, también es cierto que no es escriturístico, y que su doctrina no se opone a él. Basilio de Cesarea, que conoce estos sucesos y los juzga como teólogo, señala las imprecisiones de Dionisio, y participa de la postura comprensiva del Papa Dionisio y Atanasio.[13]
- 4) Sobre las tentaciones, dedicado a Eufránor, de la que solo conocemos el título por referencia de Eusebio.[14]
- 5) Un Comentario sobre el Eclesiastés, citado por Eusebio[15] del que quedan pequeños fragmentos.

### Cartas
En el cisma de Novaciano, Dionisio interviene activa y decididamente en favor de la paz. Eusebio nos transmite íntegra la carta que Dionisio envía a Novaciano instándole a volver al seno de la Iglesia. Nos da noticias, además, de una carta de Dionisio al Papa Cornelio, en contestación a una suya contra Novaciano. Cita como cartas dirigidas a los presbíteros romanos partidarios de Novaciano una Carta diaconal a Hipólito, una sobre la paz y otra sobre la penitencia. 
Sobre la cuestión de rebautizar a quienes fueron bautizados por herejes, Eusebio menciona una al Papa Esteban, dos al Papa Sixto, a Filemón, presbítero romano; a Dionisio, entonces presbítero romano y más tarde Papa; y, finalmente, una carta «dirigida por él y su comunidad a Sixto y a la Iglesia de Roma». 
Sobre la cuestión de readmitir en el seno de la Iglesia a los lapsi, las siguientes: A Fabio de Antioquía, escrita con posterioridad a la persecución de Decio, en la que aconseja reconciliar a los lapsi, sobre todo si se encuentran en peligro de muerte y lo piden con insistencia; a Colón, obispo de Hermópolis, y de quien Jerónimo da la grafía de Conón; a los egipcios, a los laodicenses, a los armenios y a sus fieles, totalmente perdidas.
Escribe también algunas Cartas Festales anunciando la Pascua, costumbre que después se hará frecuente entre los obispos orientales. Eusebio menciona además una carta-tratado sobre el Sábado y otra sobre el ejercicio; parece ser que hablando de la lucha ascética y la superación de las dificultades del momento como deporte.
También se conserva íntegra una carta dirigida a Basílides contestando cuestiones de tipo canónico. El mismo Eusebio enumera diversas cartas escritas por Dionisio con motivo del sabelianismo.
Finalmente, Jerónimo de Estridón (1. c.), recibió una carta a Orígenes sobre el martirio, tras la muerte de este en 253.

## Doctrina
Los escasos fragmentos conservados no permiten elaborar una visión de conjunto del pensamiento de Dionisio. Eminentemente pastoral, tomó parte activa en las controversias de su época. Claro y rotundo en la doctrina y comprensivo con los hombres. Basilio le llama canónico, atestiguando así su autoridad y ortodoxia. Atanasio lo califica como «maestro de la Iglesia católica». Nos es conocida ya su posición en torno a los problemas cristológicos así como su posición enérgica y comprensiva en la cuestión de los lapsi y ante el cisma de Novaciano. No desaprueba la costumbre de rebautizar, pero recuerda que no es necesario hacerlo en todos los casos. Le dio gran importancia a las "indulgencias" otorgadas por los mártires y se opuso a dar a nadie el perdón al momento de la muerte.
Da especial relieve a la misericordia divina y recuerda a los cristianos que deben imitarla sobre todo a la hora de tratar con los lapsi y los perseguidores. Afirma en la carta a Novaciano que es necesario soportarlo todo antes que abandonar la Iglesia. Los trozos que nos han llegado de los Comentarios al Eclesiastés nos muestran a un Dionisio que, recomendando tener ante Cristo una actitud de espera, mantiene una posición muy equilibrada sobre el uso de los bienes de la tierra.